# العلمانية في بنغلاديش
العلمانية هي أحد المبادئ الأساسية الأربعة وفقًا لدستور بنغلاديش الأصلي لعام 1972. حُذف مبدأ العلمانية من الدستور عام 1977 من قبل ضياء الرحمن، واستبداله ببيان الثقة المطلقة والإيمان بالله العظيم، وأعلن الإسلام دين الدولة عام 1988. في عام 2010، أعادت المحكمة العليا في بنغلاديش العلمانية لكنها ذكرت بقاء الإسلام دين الدولة. أكثر من 90.4% من البنغلاديشيين مسلمون، والباقي هندوس 8.5%، بوذيون 0.6%، مسيحيون 0.4%، وآخرون 0.1% حسب تعداد 2011. يحتفل الناس في بنغلاديش بمهرجانات علمانية مختلفة في أوقات مختلفة على مدار العام. تختلف روح العلمانية في جنوب آسيا من نواحٍ عديدة عن تلك الموجودة في النسخ الغربية التي تؤكد الفصل التام بين الكنيسة والدولة. بدلًا من ذلك، العلمانية هي حرية الأفراد في ممارسة العقيدة التي يريدونها دون التعرض لأي شكل من أشكال التمييز على مستوى الدولة أو المجتمع.

## العلمانية في الدستور
كانت العلمانية أحد المبادئ الأساسية الأربعة التي أدخِلت في الدستور الأصلي لبنغلاديش عام 1972. حُذف مبدأ العلمانية من الدستور عام 1977 من خلال التعديل الخامس للدستور من قبل ضياء الرحمن وأعلن أيضًا أن الإسلام هو دين الدولة في 1988 بواسطة محمد إرشاد. في عام 2010، أعلنت المحكمة العليا في بنغلاديش أن التعديل الخامس غير قانوني وأعادت العلمانية كأحد المبادئ الأساسية للدستور على الرغم من أن الإسلام بقي دين الدولة في الدستور.
حاليًا، يعلن دستور بنغلاديش أن العلمانية هي أحد المبادئ الأساسية الأربعة لسياسة الدولة في المادة 8 من الجزء الثاني ويعلن أيضًا أن الإسلام هو دين الدولة في المادة 2 أ من الجزء الأول. تنص المادة 12 من الجزء الثاني من الدستور الذي استعاد التعديل الخامس عشر ونصَّ على ما يلي:
يتحقق مبدأ العلمانية بإلغاء:
1. الطائفية بكل أشكالها.
2. منح الدولة الوضع السياسي لصالح أي دين.
3. إساءة استخدام الدين لأغراض سياسية.
4. أي تمييز أو اضطهاد ضد الأشخاص الذين يمارسون دينًا معينًا.[6]

## تأثيرات التغييرات الدستورية
وصفت المؤسسة العلمانية في البلاد إزالة العلمانية من الدستور بأنها خيانة للقومية البنغالية وأيضًا تعارض الثقافة والمجتمع البنغاليين، وكلاهما يُنظر إليه على أنهما تعدديان وتقدميان بشكل ملحوظ. ومع ذلك، ذكر جيش بنغلاديش بارتباطه الأيديولوجي الوثيق مع أحزاب يمين الوسط والأحزاب السياسية المحافظة بقيادة الحزب القومي البنغلاديشي، أن مصطلح القومية البنغلاديشية يشير إلى البلاد كدولة إسلامية بالنظر إلى أن 90% من السكان مسلمون.
في عام 2008، أعلنت حكومة رابطة عوامي المنتخبة حديثًا أنها ستعيد إدخال مبادئ الدولة الأربعة الأصلية في ديباجة دستور بنغلاديش. على الرغم من اعتراف الأمم المتحدة بأنها ديمقراطية إسلامية معتدلة، صرحت وزيرة خارجية بنجلاديش ديبو موني أن البلاد، على حد تعبيرها، دولة علمانية وليست مسلمة معتدلة.

## خلفية تاريخية
على الرغم من توقف الدولة عن كونها دولة علمانية دستوريًا مرة واحدة، عادت العلمانية عام 2010 ومورست في منطقة البنغال منذ العصور القديمة. مارس الحكام القدامى والقروسطيين، وخاصة إمبراطورية بالا ونواب البنغال العلمانية في اتخاذ قرارات المحكمة. كان للهندوس والمسلمين قادة بارزون من كل مجتمع يساعدون الحكام. عندما جاءت شركة الهند الشرقية البريطانية في القرن الثامن عشر، وضعت قوانين منفصلة للهندوس والمسلمين والمسيحيين. وبذلك وضعوا الأساس لقانون مدني لم يتغير إلى حد كبير حتى الآن.